# 端野洋子
端野 洋子（はの ようこ）は、日本の漫画家。福島県西白河郡西郷村出身。白河市在住。主に青年向け漫画雑誌に青春漫画を多く描いている。

## 経歴
帯広畜産大学畜産学専攻。
2010年アフタヌーン10月号「ミルクボーイ」でデビュー。2013年アフタヌーン8月号で福島での生活と放射性物質問題を取材に基づく科学的見地から描いた「はじまりのはる」を連載。
白河市公認のローカルヒーロー、ダルライザーのダイス結成の前日譚「ダルライザービギンズ」を同人誌形式で描く。
2018年good!アフタヌーン10号から格闘漫画『アイアンスノー』を連載。描くためにフルコンタクト空手に入門。
プロ漫画家でありながら、家庭教師を15年以上続け、数学が苦手な生徒の指導で定評を得る。2021年9月その経験を元に数学の参考書をブルーバックスより出す。
2023年より「俺の初恋の人が兄とフラグを立てまくってつらい」を『モーニング・ツー』にて連載。

## 作品リスト
- 『はじまりのはる』（2010年3月 - 2016年3月、講談社） - 全3巻
- 『ダルライザービギンズ ダイス結成秘話編』 - 既刊7巻
- 『アイアンスノー』（2018年9月 - 2020年4月、講談社） - 全3巻
- 『THE STONES 白河戊辰戦争 異聞』 - 白河戊辰150周年記念事業の一環で制作され販売された描き下ろし単行本。のちコミックDAYS で無料公開。
- 『一晩でわかる中学数学　実社会で役立つ数学力を身につける』（2021年9月、講談社ブルーバックス）
- 『俺の初恋の人が兄とフラグを立てまくってつらい』（2023年1月 - 2024年5月、講談社） - 全3巻